# Königsborn
Königsborn es un pueblo y antigua municipalidad alemana, ubicada en el distrito de Jerichower Land, en el Estado federal de Sajonia-Anhalt, a unos 10 km al este de Magdeburgo. Desde el 1 de enero de 2010, forma parte de la municipalidad de Biederitz. 

## Economía
Cuenta con un spa que se ha convertido en un destino turístico. Los manantiales de salmuera, en donde se ubica un establecimiento hidropático, son eficaces en el tratamiento de enfermedades a la piel, el reumatismo y la escrófula.
Además, tiene grandes salinas que producen más de 15.000 toneladas de sal anuales.

## Personajes ilustres
- August Heinrich Hoffmann von Fallersleben (1798-1874), poeta y filólogo alemán.

## Sitios de interés

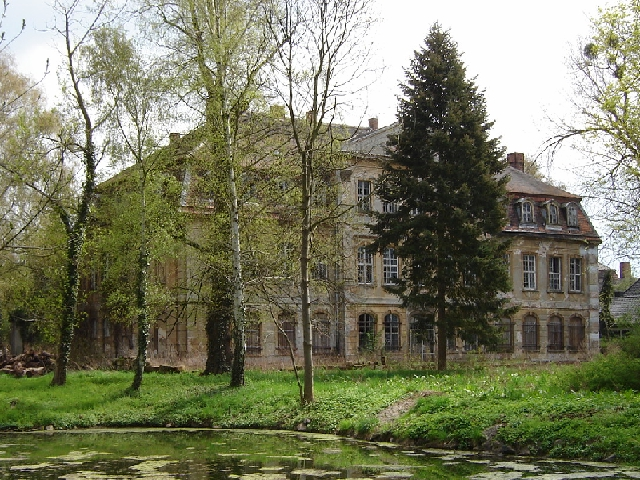
Ruinas del castillo de Königsborn.
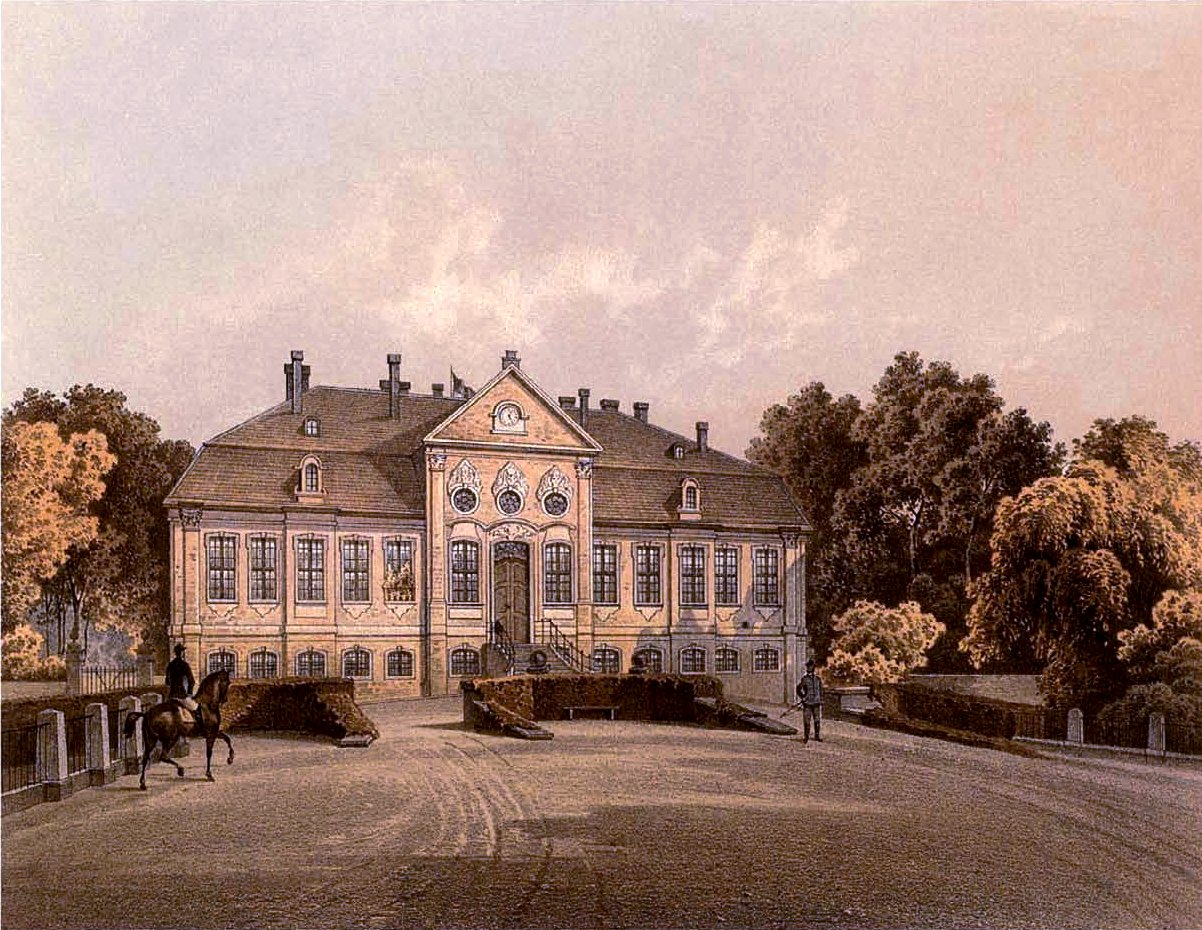
Litografía del castillo por Alexander Duncker, fines del siglo XIX.
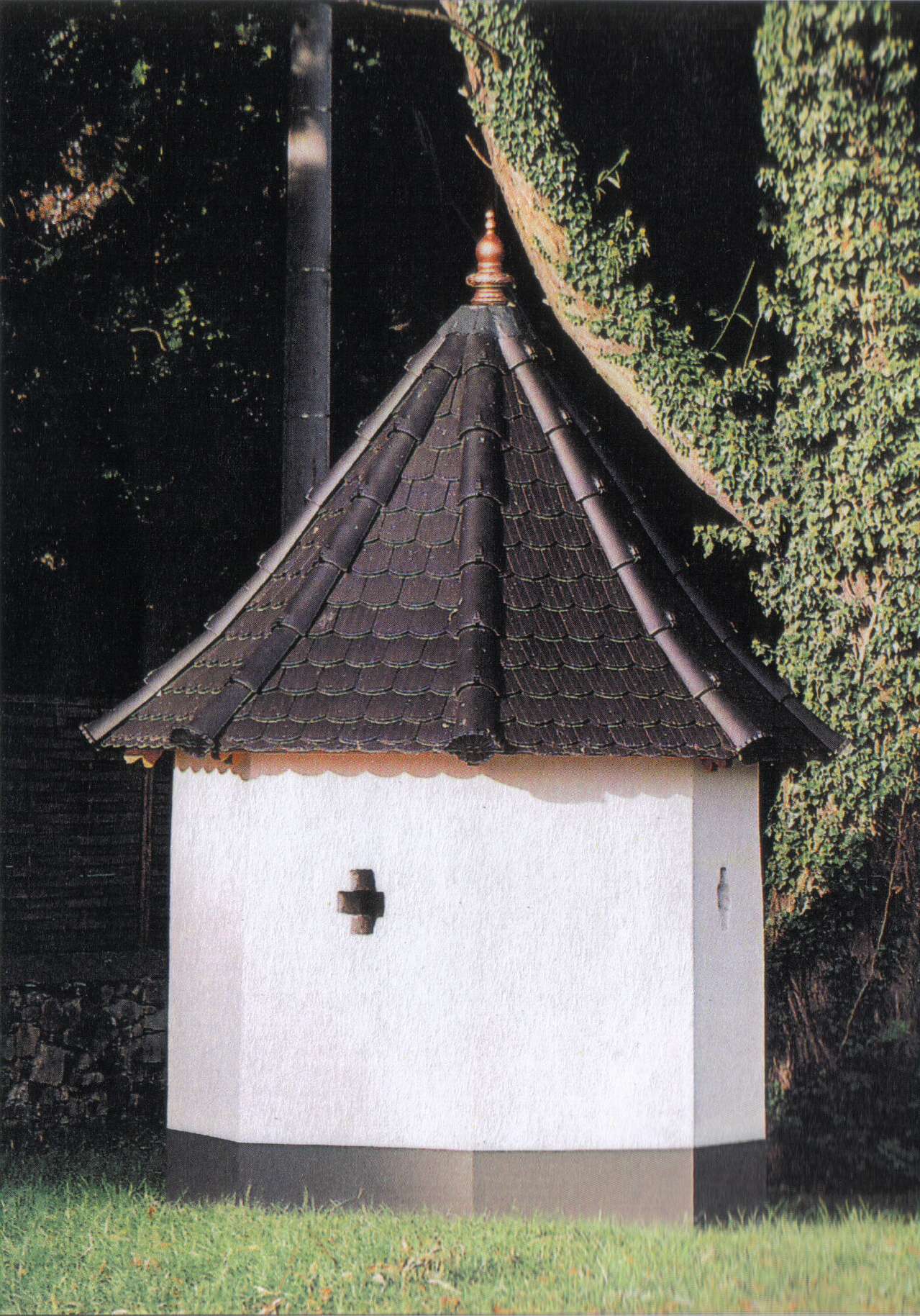
Pozos de piedra en la calle principal del pueblo.